# Roland Borer

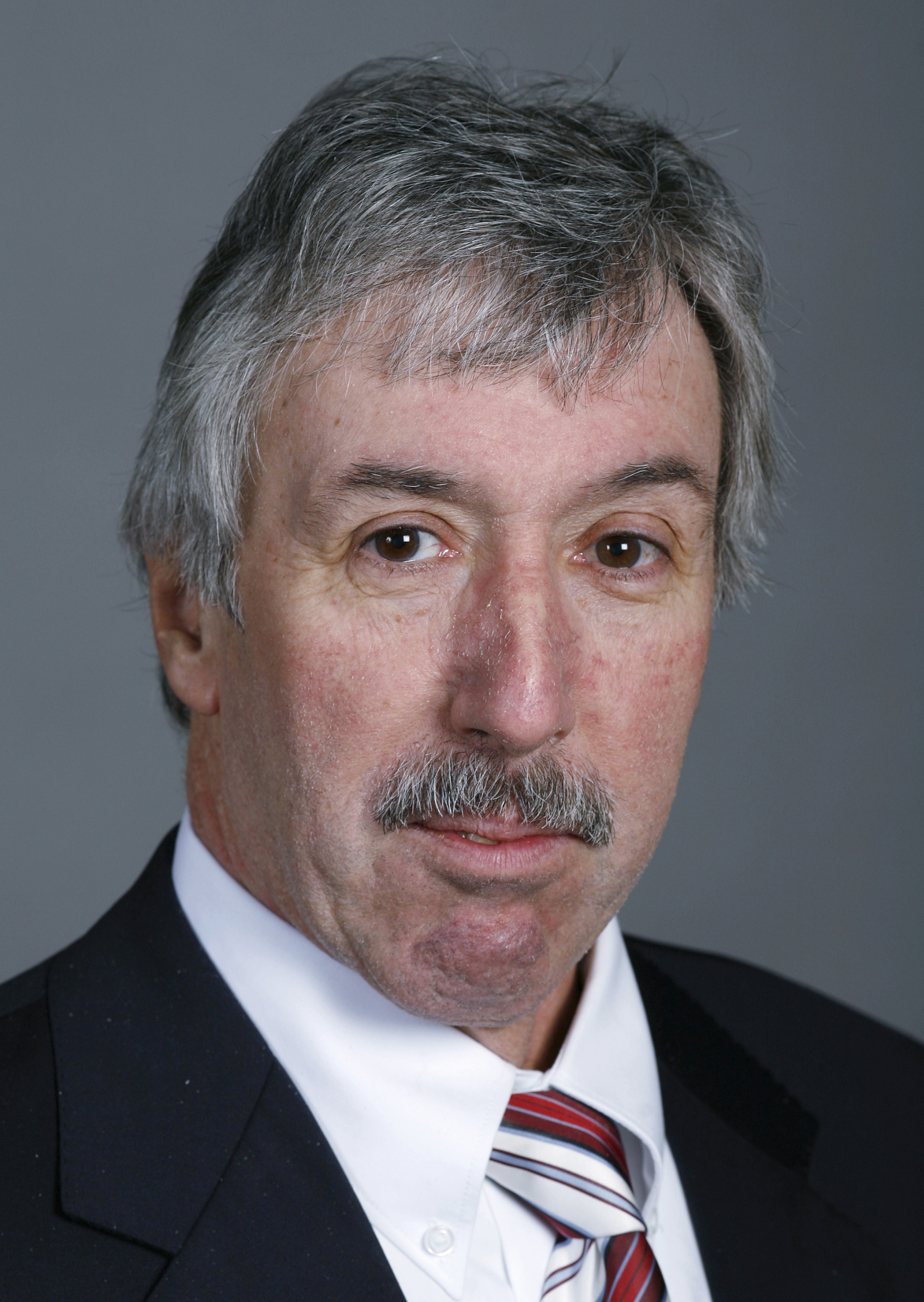
Roland Borer

Roland F. Borer (* 27. Januar 1951 in Solothurn, heimatberechtigt in Kleinlützel) ist ein Schweizer Politiker (SVP).

## Politische Karriere
1989 übernahm Borer zum ersten Mal ein öffentliches Amt; er wurde in den Kantonsrat von Solothurn gewählt. Mit seiner Wahl in den Nationalrat per 25. November 1991 gab er das kantonale Amt wieder ab. Bei den Parlamentswahlen vom 18. Oktober 2015 schaffte er die Wiederwahl nicht mehr.
Als Nationalrat war Borer zuletzt Mitglied der Sicherheitspolitischen Kommission (SiK), der Kommission für Soziale Sicherheit und Gesundheit (SGK) und deren Subkommissionen für die Alters- und Hinterlassenenversicherung AHV, für die berufliche Vorsorge BVG und für die Krankenversicherung KVG.
Borer stiess erst Ende der 1990er Jahre von der Freiheitspartei zur SVP, was er damit begründete, dass im Kanton Solothurn nur für eine rechte Oppositionspartei Platz sei. Zuvor war er Mitglied und von 1994 bis 1998 Präsident der FPS.

## Politisches Profil
Borer ist ein wertkonservativer, zurückhaltend wirtschaftliberaler Politiker. Er befürwortet eine restriktive Migrationspolitik und macht sich für Law and Order stark. Kritisch bis sehr kritisch steht er einer Erhöhung der Staatsquote, Forderungen nach mehr Umweltschutz oder einer weiteren aussenpolitischen Öffnung der Schweiz gegenüber.

## Leben
Borer wohnt in Kestenholz und ist Unternehmensberater. Er ist Mitglied verschiedener Verwaltungsräte kleiner und mittlerer Handels- und Beratungsunternehmen sowie des Beirates der Groupe de réflexion santé des Krankenversicherers Groupe Mutuel. Borer ist Offizier der Schweizer Armee im Grad eines Majors.